# Валовая, Татьяна Дмитриевна
Татья́на Дми́триевна Валова́я (род. 11 апреля 1958, Москва) — российский государственный деятель и экономист, международный чиновник. С августа 2019 года занимает пост генерального директора отделения ООН в Женеве.
В 1980-е — 1990-е годы находилась на дипломатической работе, позднее занимала руководящие должности в Аппарате Правительства Российской Федерации. В 2012—2019 годах — член Коллегии (министр) по основным направлениям интеграции и макроэкономике Евразийской экономической комиссии.
Имеет классный чин Действительного государственного советника Российской Федерации I класса. Доктор экономических наук, автор ряда книг и публикаций, посвящённых экономической и исторической проблематике.

## Биография
Родилась 11 апреля 1958 года в семье советского экономиста Дмитрия Васильевича Валового, впоследствии занимавшего должности заместителя главного редактора еженедельника «Экономическая газета», первого заместителя главного редактора газеты «Правда» и члена Комитета народного контроля СССР, лауреата Государственной премии Российской Федерации. Мать, Генриетта Евгеньевна, также экономист, была дочерью генерал-лейтенанта Е. П. Лапшина, занимавшего различные руководящие посты в структурах НКВД и МГБ СССР.
В 1980 году окончила факультет международных экономических отношений Московского финансового института, в 1983 году — аспирантуру того же института, получив учёную степень кандидата экономических наук.
В 1983—1989 годах работала в редакции «Экономической газеты». Занимала должности от корреспондента до заместителя редактора отдела мировой экономики.
В 1989—1994 годах — на дипломатической службе. Работала в Постоянном представительстве СССР, далее — Постоянном представительстве Российской Федерации при Европейском союзе в должности третьего, затем — второго секретаря. Занималась вопросами финансово-экономического сотрудничества.
В 1994 году, защитив в Финансовой академии при Правительстве Российской Федерации докторскую диссертацию по проблематике финансовой системы Евросоюза, получила учёную степень доктора экономических наук.
В 1995—1997 годах на работе в Администрации Президента Российской Федерации в должности консультанта, затем — советника. Отвечала за вопросы взаимодействия с уставными органами Содружества Независимых Государств.
В 1998—1999 годах — начальник Управления валютно-финансовой политики Министерства Российской Федерации по делам СНГ.
В 1999 году перешла на работу в Аппарат Правительства Российской Федерации. Изначально занимала должность заместителя директора Департамента международного сотрудничества, а с октября 2001 года — директора того же департамента. В должности директора департамента являлась соруководителем экспертной группы № 21 по доработке «Стратегии 2020».
В октябре 2007 года Указом Президента Российской Федерации ей был присвоен высший классный чин — Действительного государственного советника 1 класса.

### В составе ЕЭК
1 февраля 2012 года решением Высшего Евразийского экономического совета на уровне глав государств утверждена членом Коллегии (Министром) по основным направлениям интеграции и макроэкономике Евразийской экономической комиссии.
В Коллегии отвечала за проведение интеграционной политики в рамках ЕАЭС, координацию макроэкономических стратегий стран — участниц объединения, а также за формирование и распространение официальной статистической информации Союза. В период функционирования ЕЭК в качестве руководящей структуры Единого экономического пространства в 2012—2014 годах координировала процессы формирования ВЕЭС и подключения к этой структуре новых членов — Кыргызстана и Армении.
Отвечала также за международные связи ВЕЭС, в частности, за установление контактов с другими международными организациями и заключение соглашений о создании зон свободной торговли между Союзом и третьими странами. Регулярно совершала зарубежные поездки для проведения соответствующих переговоров, а также для участия в различных международных конференциях, политологических и экономических семинарах. Выступала с официальными комментариями по текущим и перспективным моментам деятельности ЕЭК и развития ЕАЭС.

### Во главе отделения ООН в Женеве
30 мая 2019 года было официально объявлено о назначении Т. Д. Валовой на пост Генерального директора отделения ООН в Женеве. В начале августа того же года она приступила к исполнению новых обязанностей, сменив в этом качестве своего предшественника — датчанина Михаэля Мёллера.

## Награды
- В 2008 году за большой вклад в развитие экономического сотрудничества с зарубежными странами награждена орденом Дружбы[19]. В 2015 году — медалью «За вклад в создание Евразийского экономического союза» I степени[20]. Кроме того, поощрялась благодарностями и почётными грамотами Президента и Правительства Российской Федерации[3].
- Медаль «За вклад в развитие Евразийского экономического союза» (29 мая 2019 года, Высший совет Евразийского экономического союза)[21].
- Международная премия имени Низами Гянджеви (2021)[22].

## Публикации
Т. Д. Валовой написано более 170 научных и публицистических работ, посвящённых вопросам международных валютно-кредитных отношений, европейской и евразийской экономической интеграции, многостороннего сотрудничества в рамках СНГ. Она также является автором монографии «Европейская валютная система» (М., 1987), книг «Валютный курс и его колебания» (М., 1995), «Искушение Европы: Исторические профили» (М., 1998) и соавтором книги «Концептуальные основы формирования в СНГ платёжного союза и перехода к валютному союзу» (М., 1998).